# Fernando Scarpa (calciatore)
Fernando Scarpa, noto anche come Nando (Lecce, 6 luglio 1947), è un ex calciatore italiano, di ruolo centrocampista o attaccante.

## Carriera
Nei ruoli di interno o di centravanti, debutta in Serie D nel 1965 con la Pro Italia Galatina. L'anno successivo fa il suo esordio in Serie C con la maglia della Sambenedettese; milita in seguito nella Casertana.
Nel 1968 passa al Potenza dove in tre stagioni mette a segno 16 reti. Nel 1971 viene prelevato dal neopromosso Sorrento che lo fa esordire in Serie B.
Nelle due stagioni successive gioca ancora in B, con le maglie di Catania e Ternana, prima di tornare a Potenza dove vince il campionato di Serie D 1974-1975, segnando tra l'altro anche il gol decisivo nello spareggio promozione contro la Juventus Stabia giocato allo stadio della Vittoria di Bari.
In seguito gioca ancora in C con Sorrento e Benevento, e in D con l'Irpinia. Infine torna una terza volta a Potenza, in Serie C2, dove conclude la sua carriera da professionista nel 1983 risultando tuttora il miglior cannoniere nella storia dei lucani con 51 gol: 48 in campionato, uno nello spareggio del 1975 e 2 in Coppa Italia.
Smette definitivamente di giocare nel 1985, dopo un biennio nei campionati regionali lucani con le maglie di Moliterno e Satriano.

## Palmarès
- Campionato italiano Serie D: 1

Potenza: 1974-1975 (girone G)